# Zuckerintoleranz
Der medizinische Begriff der Zuckerintoleranz (Zuckerunverträglichkeit oder Unverträglichkeit von Kohlenhydraten) bezieht sich auf eine Gruppe von Erkrankungen, bei denen eine Unverträglichkeit für bestimmte Zuckerstoffe oder Kohlenhydrate vorliegt. Manchmal wird dieser Zusammenhang umgangssprachlich auch als Zuckerallergie bezeichnet beziehungsweise missverstanden. Eine Allergie gegen Zucker ist wissenschaftlich unbekannt; es wird in diesem Zusammenhang auch von einer Pseudoallergie gesprochen.
Als eigenständige Krankheiten sind bekannt:
- Laktoseintoleranz
- Saccharoseintoleranz (Saccharose-Isomaltose-Malabsorption)
- Fruktosemalabsorption
- Hereditäre Fruktoseintoleranz
- Sorbitintoleranz
- Galactoseintoleranz